# Зенит (фотоаппарат)
О других фотоаппаратах марки «Зенит», см. Зенит (фотоаппаратура)
«Зени́т» — первый однообъективный зеркальный фотоаппарат, выпущенный Красногорским механическим заводом и самый первый, получивший торговое название «Зенит». В специальной литературе для устранения путаницы и уточнения порядкового номера модели иногда условно обозначается, как «Зенит-1». Производился серийно с 1952 по 1956 год, выпущено 39 019 экземпляров наиболее массовой версии. Кроме этого собрано несколько сот предсерийных версий

## Историческая справка
В видоискателе «Зенита» впервые в СССР использована крышеобразная пентапризма. До этого такой тип оборачивающей системы уже использовался в зеркальных камерах: Rectaflex (Италия, 1948 год) и Contax-S (VEB Zeiss Ikon, Восточная Германия, 1949). В 1950 году появилась Exakta Varex с аналогичным видоискателем. Несмотря на это, «Зенит» считается одним из первых в мире фотоаппаратов с пентапризмой и входит в первую десятку малоформатных «зеркалок».
Свою родословную камера ведёт от немецкого дальномерного фотоаппарата Leica II, выпуск копии которого в 1934 году налажен в Харькове под названием «ФЭД». Во время войны чертежи и документация были переданы в Красногорск, и с 1948 года точная копия «ФЭДа» начала выпускаться там под названием «Зоркий». Он и стал основой для первых «Зенитов», унаследовавших таким образом фокальный затвор и конструкцию большинства механизмов немецкой «Лейки». Проект начали разрабатывать на КМЗ в конце 1949 года, и его авторами стали Григорий Дорский и Иван Турыгин. Последний во время работы в послевоенной Германии курировал разработку Contax-S.
В переработанный корпус «Зоркого» вместо дальномера было установлено подъёмное зеркало, матированная коллективная линза и пентапризма. Наличие пентапризмы позволило снимать с уровня глаз, а не от пояса, как вынуждали более ранние зеркальные фотоаппараты. Кроме того, изображение в видоискателе стало прямым, а не перевёрнутым зеркально слева направо. Родством с «Зорким» вызван один из основных недостатков «Зенита» — видоискатель отображает всего 2/3 кадра (67% площади), так как размеры рамы затвора не позволили разместить достаточно большое зеркало.
Крепление объектива тоже заимствовано у «Зоркого». Единственное отличие состояло в удлинённом рабочем отрезке. Он увеличился с 28,8 до 45,2 мм для размещения за объективом подвижного зеркала. Оправа объектива была укорочена в соответствии с удлинением рабочего отрезка. В результате, при одинаковой резьбе, дальномерная и зеркальная оптика оказались несовместимы. Затвор типа Leica был уже уверенно освоен на КМЗ и поэтому устанавливался в «Зениты», ничем не отличаясь от затвора «Зоркого». При этом, из-за отсутствия механизма замедления, не уместившегося в слишком компактном корпусе, были доступны только самые необходимые 5 моментальных выдержек.

## Спецификация
- Корпус — литой из алюминиевого сплава, со съёмной нижней крышкой[* 2]. Зарядка плёнки происходит снизу, как у «Лейки» и «Зоркого», требуя навыка;
- Тип применяемого фотоматериала — 35-мм киноплёнка, заряженная в двухцилиндровые шторные кассеты «ФКЦ» или «ФКЛ» с раскрывающейся щелью. Кроме того, допускается использование готовой 35-мм фотоплёнки в многоразовых или одноразовых кассетах тип-135;
- Взвод затвора совмещён с переводом кадра. Впервые в СССР реализована блокировка спуска при недовзводе. Счётчик кадров с ручной установкой первого кадра;
- Затвор — механический, фокальный с горизонтальным ходом матерчатых шторок. Выдержки затвора — от 1/25 до 1/500 с и «B» (от руки). Недокументированная функция — длительная выдержка «Д» возможна при открывании затвора на выдержке «B» и повороте спусковой кнопки против часовой стрелки[14];
- Зеркало невозвратного типа («залипающее»), опускается в рабочее положение только при взводе затвора;
- Тип крепления объектива — Резьбовое соединение M39×1;

В связи с установкой подвижного зеркала увеличен рабочий отрезок с 28,8 мм («ФЭД»—«Зоркий») до 45,2 мм. Такой тип крепления получил своё обозначение: ЗМ39, для исключения путаницы с «леечным» стандартом М39. Однако, на объективах, выпускавшихся в двух вариантах одновременно, это никак не обозначалось, вводя в заблуждение покупателей;
- Фокусировочный экран — матовое стекло. Размер поля зрения видоискателя — 20 × 28 мм. Пентапризма несъёмная;
- Штатный объектив — «Индустар-22» 3,5/50[* 3]. Предсерийные «Зениты» комплектовались этим же объективом в тубусной (складной) оправе, переделанной из оправ для «Зоркого». Стакан тубуса обрезался на 17 мм и при сборке фиксировался в выдвинутом положении винтом, предотвращающим повреждение зеркала[14]. На массовых камерах ставились объективы уже в новой жёсткой оправе, разработанной специально для «Зенита»[19];
- Синхроконтакт и автоспуск отсутствуют;
- Фотоаппарат снабжён штативным гнездом с резьбой 3/8 дюйма;

## Дальнейшее развитие
- «Зенит-С» (1955—1961) — внешне почти не отличается от первой модели, но устройство полностью переработано. Вместо устаревшего затвора Leica II использован затвор от фотоаппарата «Зоркий-2»[14]. Новый дифференциальный механизм переключения выдержек позволил устанавливать её значение не только при взведённом, но и при спущенном затворе[20]. Изменён механизм опускания зеркала: вместо системы рычагов установлен тросик. Добавлен синхроконтакт с регулировкой упреждения, что и отражено в названии камеры[16]. Первый выпуск также комплектовался объективом «Индустар-22», а начиная со второго на камеру ставили его усовершенствованную версию «Индустар-50»[21][22].
- «Зенит-3» (1960—1962) — курковый взвод затвора и автоспуск[23]. «Зенит-3» унифицирован с дальномерным фотоаппаратом «Зоркий-5».